# Triflorensia ixoroides
Triflorensia ixoroides är en måreväxtart som först beskrevs av Ferdinand von Mueller, och fick sitt nu gällande namn av Sally T. Reynolds. Triflorensia ixoroides ingår i släktet Triflorensia och familjen måreväxter. Inga underarter finns listade i Catalogue of Life.